# تصلب المايلين المنتشر
مرض تصلب المايلين المنتشر (Diffuse myelinoclastic sclerosis)، يعرف أحيانًا بـ"داء شيلدر"، وهو مرض عصبي نادر يظهر طبيًا على هيئة آفات التهاب النخاع الورمي الكاذب أو مزيل الميالين، الأمر الذي يجعل من الصعب تشخيص ذلك المرض. ويبدأ في الغالب منذ الطفولة، مؤثرًا على الأطفال ما بين 5 أعوام و14 عامًا، ومن الوارد جدًا أن يصاب البالغون بالمرض نفسه.
يُعد هذا المرض واحدًا من أشكال الحدود الفاصلة التابعة للتصلب العصبي المتعدد؛ فقد يعتبره بعض الباحثين مرضًا مختلفًا وينظر إليه آخرون باعتباره أحد أنواع مرض التصلب العصبي المتعدد. ومن بين تلك الأمراض في نفس المجموعة هي التهاب النخاع والأعصاب البصري (NMO)، وتصلب بالو متمركز (Balo concentric sclerosis)، وتصلب ماربورغ المتعدد (Marburg multiple sclerosis).

## الأعراض
تشبه الأعراض أعراض التصلب العصبي المتعدد وقد تتضمن الخرف وفقد القدرة على الكلام والنوبات والتغييرات الشخصية وضعف الانتباه والرعشات وعدم ثبات الاتزان وسلس البول وضعف العضلات والقئ واعتلال الرؤية والحديث.

## الفحص الباثولوجي العصبي
غالبًا ما توجد لوحات مزيل الميالين النمطية في تصلب شيلدر بشكلٍ ثنائيٍ في المركز البيضاوي؛ ويحتل نصفي كرة الدماغ آفات كبيرة واضحة المعالم. وبالرغم من أن تلك اللوحات هي السائدة في تصلب شيلدر، إلا أنه من الممكن ملاحظة آفات أصغر حجمًا.

## التحليل
معايير بوزر للتشخيص (Poser criteria) هي:
- لوحة أو لوحتان كبيرتان متناظرتان تقريبًا. لوحات يزيد قطرها عن 2 سم.
- عدم ظهور آفات أخرى أو أي شيء غير طبيعي في الجهاز العصبي الطرفي.
- أن تكون نتائج دراسات وظيفة الغدة الكظرية والأحماض الدهنية المصلية ذات السلسلة الطويلة جدًا طبيعية.
- أن يتوافق التحليل المرضى مع تصلب المايلين المنتشر المزمن أو خفيف الحدة.

## التشخيص والدورة الطبية
تشخيص المرض شديد التباين ومن الممكن أن يتخذ ثلاث دورات مختلفات: أحادية الطور، لا تحويلية؛
,
remitting;
وأخيرًا، المستمرة، مع تزايد العجز.

## العلاج
قد يكون التحكم في الكورتيزون فعالاً في بعض الحالات المرضية. ومن بين خيارات العلاج الإضافية بيتا انترفيرون (beta-interferon) أو علاج كبت المناعة. وبخلاف ذلك فالتحكم يكون داعمًا ويتضمن العلاج الطبيعي، والعلاج المهني والدعم الغذائي في الحالات المتقدمة للمرضى الذين فقدوا قدرتهم على تناول الطعام.

## معلومات تاريخية
وصفها لأول مرة بول فرديناند شيلدر (Paul Ferdinand Schilder) في عام 1912،, ولمدة مائة عام تقريبًا استُخدِم مصطلح داء شيلدر لوصف ذلك المرض، ولكن الاسم ذاته كان يستخدم لوصف أمراض المادة البيضاء الأخرى التي وصفها بنفسه. في عام 1986 حاول بوزر (Poser) أن يجعل استخدام مصطلح داء شيلدر مقتصرًا على المرض الموصوف هنا، ومع ذلك ظل الاسم غامضًا.